# Kurt Laube
Kurt Laube (* 25. Mai 1905 in Rathenow; † 18. Oktober 1987 in Potsdam-Babelsberg) war ein deutscher kommunistischer Widerstandskämpfer gegen den Nationalsozialismus, Interbrigadist, Sekretär der Vereinigung der Verfolgten des Naziregimes (VVN) im Land Brandenburg und im VVN-Generalsekretariat.

## Leben
Laube entstammte einer Rathenower Arbeiterfamilie. Als er Volksschule und Berufsausbildung absolviert hatte, verlegte er seinen Wohnsitz nach Nowawes. Er trat in den Kommunistischen Jugendverband Deutschlands (KJVD) ein und wurde 1930 Mitglied in der Kommunistischen Partei Deutschlands (KPD). Laube engagierte sich auch im Rotfrontkämpferbund (RFB). 
Als 1933 die Regierungsmacht an die NSDAP übertragen wurde, organisierte er dagegen  eine Demonstration der Potsdamer Arbeiterschaft mit der Forderung nach Ausrufung des Generalstreiks. Seither arbeitete Laube in Nowawes und Berlin weiter illegal gegen das NS-Regime. Auf Weisung der KPD emigrierte er in die Tschechoslowakei. 1936 folgte er dem Aufruf der Komintern zur Unterstützung der spanischen republikanischen Kämpfer zur Verteidigung der Republik gegen den Putsch von General Franco. Er wurde dort als Kommissar in der 2. Kompanie des Bataillons „Edgar André“ der XI. Internationalen Brigade im Thälmann-Bataillon eingesetzt. Hier traf Laube auch ehemalige Kampfgefährten wieder. Nach der Niederlage der Verteidiger der Republik floh Laube im Jahr 1939 nach Frankreich, wurde aber dort aufgegriffen, in einem Lager interniert und 1941 an das Deutsche Reich ausgeliefert. Aus seiner Haft im Potsdamer Gefängnis Lindenstraße 54 wurde er vor dem Volksgerichtshof angeklagt und zu zehn Jahren Zuchthaus verurteilt, die er im Zuchthaus Brandenburg absitzen sollte. 1944  wurde er jedoch in das Strafbataillon 999 der Wehrmacht gepresst. Zusammen mit anderen konnte er dort seine Bewacher entwaffnen und desertierte zur US-amerikanischen Armee. 
Nachdem die NS-Herrschaft beseitigt war, ging Laube nach Potsdam zurück und arbeitete politisch für die Überwindung der Spaltung der Arbeiterklasse. Er wurde zunächst Erster Kreisvorsitzender der KPD und übernahm später leitende Funktionen in der Sozialistischen Einheitspartei Deutschlands (SED). Laube stellte seine Erfahrungen als Verfolgter für die erinnerungspolitische Arbeit der Vereinigung der Verfolgten des Naziregimes (VVN) im Land Brandenburg zur Verfügung. Er wurde auch Mitarbeiter im Generalsekretariat der VVN in Berlin. Weitere gesellschaftspolitische Funktionen nahm er als Kreissekretär der Gesellschaft für Sport und Technik (GST) und ab 1957 als Redakteur der Betriebszeitung der DEFA "DEFA-Blende" wahr.
Bis ins Alter blieb Kurt Laube politisch aktiv. Am 6. Mai 1955 erhielt er den Vaterländischen Verdienstorden in Silber, 1980 in Gold und 1985 die Ehrenspange zu diesem Orden.
Nach seinem Tod wurde er auf dem Neuendorfer Friedhof in der Großbeerenstraße beigesetzt.

## Veröffentlichungen
- Auf den Spuren des Roten Oktober, [Neuenhagen b. Berlin] : G[esellschaft f.] S[port u.] T[echnik], 1967
- Schriftenreihe Erziehen und Bilden / Schiess-Sport. / 1968, 1. Schiesssport und Klassenkampf, [1968]
- Erläuterungsheft zur Dia-Serie / [134]. Schießsport und Klassenkampf, 1968

als Herausgeber:
- Lepp, Adolf: Ein deutscher Chansonnier : aus dem Schaffen Adolf Lepps / hrsg. von Ursula Muenchow u. Kurt Laube. -Berlin : Akad.-Verl., 1976. - XXXV, 224 S.(Textausgaben zur fruehen sozialistischen Literatur in Deutschland ; 16) Bibliogr. S. 224 - [225], 1979/592